# Micrurus medemi
Micrurus medemi är en ormart som beskrevs av Roze 1967. Micrurus medemi ingår i släktet korallormar och familjen giftsnokar. Inga underarter finns listade i Catalogue of Life.
Denna orm förekommer i en liten region i departementet Meta i centrala Colombia. Arten lever i kulliga områden mellan 250 och 600 meter över havet. Habitatet utgörs av regnskogar där arten ibland vistas vid skogens kant. Individerna gräver i lövskiktet och i det översta jordlagret. De har andra ormar som föda, till exempel Ninia atrata. Honor lägger ägg.
Beståndet hotas av skogarnas omvandling till jordbruks- och betesmarker. Skogen röjas även för den växande staden Villavicencio. Flera exemplar dödas av personer som inte vill ha giftiga ormar nära sin bostad. IUCN listar arten som akut hotad (CR).